# Stazione di Napoli Mergellina
Napoli Mergellina è una fermata ferroviaria della linea 2 del servizio ferroviario metropolitano di Napoli, situata nell'omonima zona, nel quartiere Chiaia.
La fermata si trova a circa trecento metri dall'omonimo porticciolo turistico, da dove partono aliscafi stagionali estivi per le Isole Eolie.

## Storia

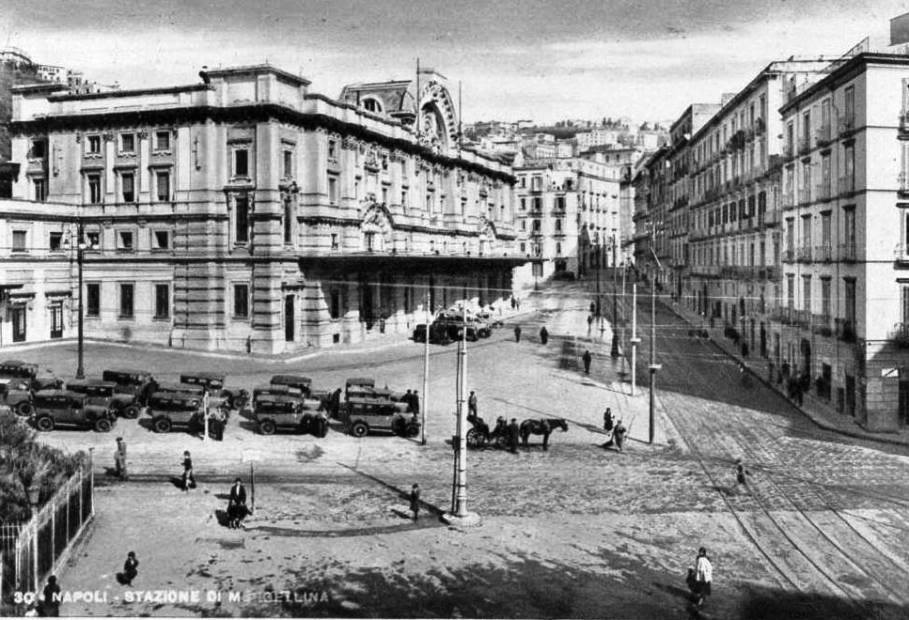
La stazione negli anni 1930.

L'impianto, in origine qualificato come stazione e denominato "Chiaia", entrò in servizio il 20 settembre 1925, con l'attivazione della tratta ferroviaria da Pozzuoli Solfatara a Napoli (la cosiddetta "metropolitana FS").
Nel 1927 assunse la denominazione di "Napoli Mergellina".
Dal 5 aprile 2009, al fine di ridurre i tempi delle corse dei treni a lunga percorrenza e regolarizzare il servizio metropolitano, insieme alle stazioni di Napoli Campi Flegrei e Napoli Piazza Garibaldi ha perso il collegamento diretto a partire dalla stazione di Roma Termini. Originariamente i binari erano in tutto 6; a seguito delle opere di realizzazione della linea 6 e del rinnovamento della stazione, i binari 1 e 2 sono stati rimossi ed eliminati, e al loro posto è stata realizzata una superficie pedonale che unisce il marciapiede del fabbricato a quello dell'ex binario 3, ora 1. Nel corso di ulteriori lavori sono stati rimossi anche i binari 5 e 6 (sostituiti da una vasta area asfaltata interdetta al pubblico), nonché tutti gli scambi e deviatoi (oltre a un preesistente binario tronco lato direzione piazza Amedeo), lasciando in opera solo il 3 e il 4 (dal 10 aprile 2017 rinumerati rispettivamente 1 e 2).
Dal 27 marzo 2017 è divenuta fermata impresenziata.

## Strutture e impianti

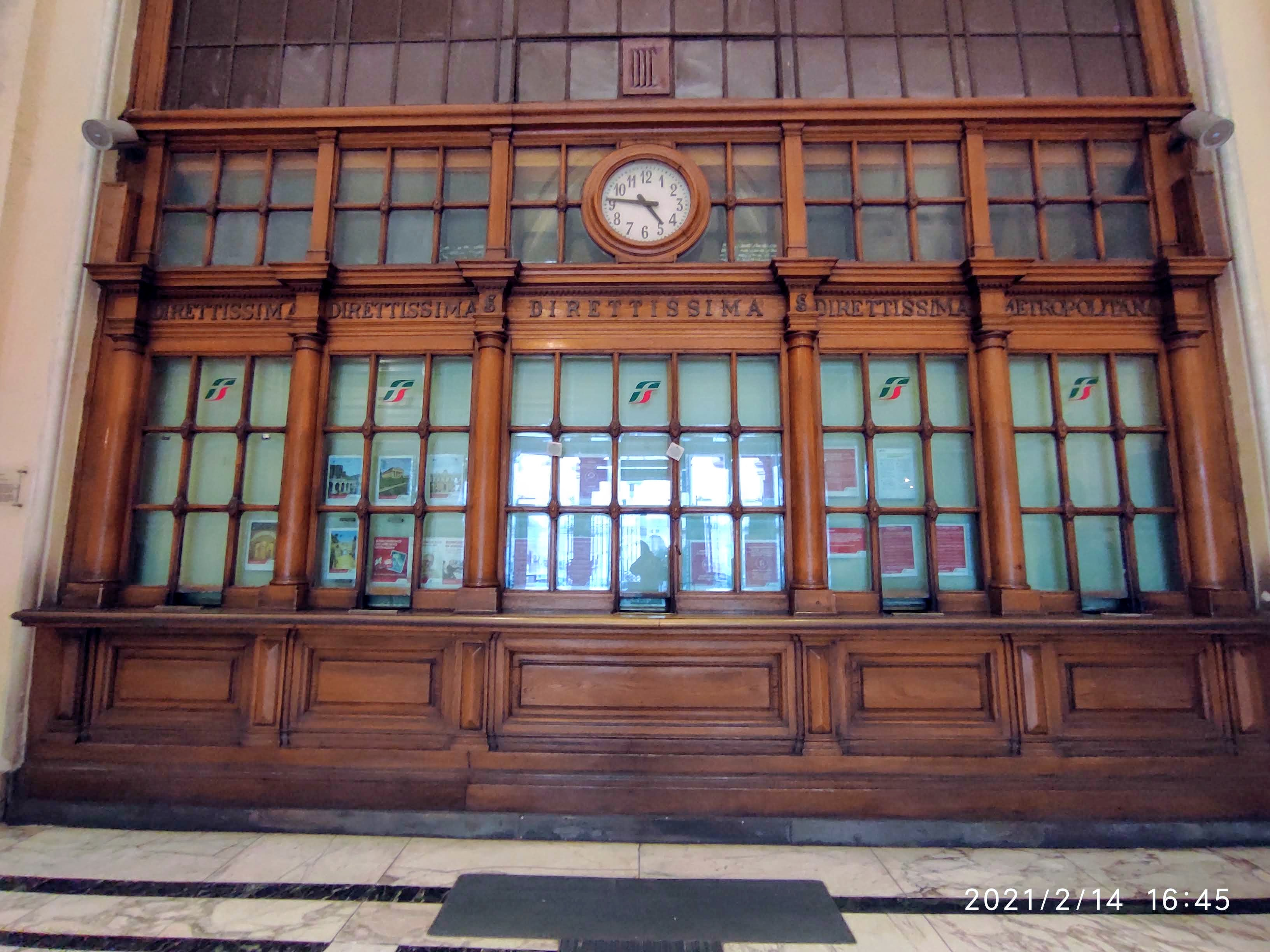
La biglietteria storica. Si noti che, all'epoca della costruzione, 1 dei 4 sportelli era dedicato alla sola metropolitana.

Il fabbricato viaggiatori che prospetta sul Corso Vittorio Emanuele venne eretto nel 1927 su disegno di Gaetano Costa e inaugurato, come consuetudine del regime, il 28 ottobre.
L'esterno è caratterizzato dalla presenza di decorazioni a stucco, pilastri sporgenti e colonne; il pian terreno è decorato da un bugnato rustico che fu realizzato dall’ebanista Raffaele Caputo con l’aiuto di suo figlio Giuseppe. Due archi laterali, riccamente decorati, corrispondono ai due accessi della stazione, mentre quello centrale in alto ospita un orologio sorretto da angeli in stucco; di notevole pregio è anche la pensilina a sbalzo in ghisa.
L'interno è costituito da due saloni, uno degli arrivi e l'altro delle partenze, entrambi coperti da una volta a botte cassettonata con decorazioni liberty e vetrocemento; tra essi è posto un ambiente adibito a punto di ristoro che mette in comunicazione le due grandi sale. Il pavimento è marmoreo, mentre ai lati delle sale ci sono biglietterie con tramezzo in legno in stile classico.

## Movimento
Fino al 2009 la stazione era interessata dal traffico a lunga percorrenza con fermata dei treni Intercity ed Eurostar. Attualmente nella stazione effettuano fermata i treni della linea 2 e i treni metropolitani sulle relazioni Napoli Campi Flegrei-Salerno, Napoli Campi Flegrei-Caserta e Napoli Campi Flegrei-Castellammare di Stabia.

## Servizi
La stazione dispone di:
- Biglietteria automatica
- Sottopassaggio

## Interscambi
- Fermata autobus
- Fermata metropolitana (Mergellina, linea 6)